# ヴァウブジフ
ヴァウブジフ （ポーランド語: Wałbrzych [ˈvawbʐɨx] ( 音声ファイル), ドイツ語: Waldenburg）は、ポーランド南西のドルヌィ・シロンスク県の都市。ドイツ語名ヴァルデンブルク。

## 概要

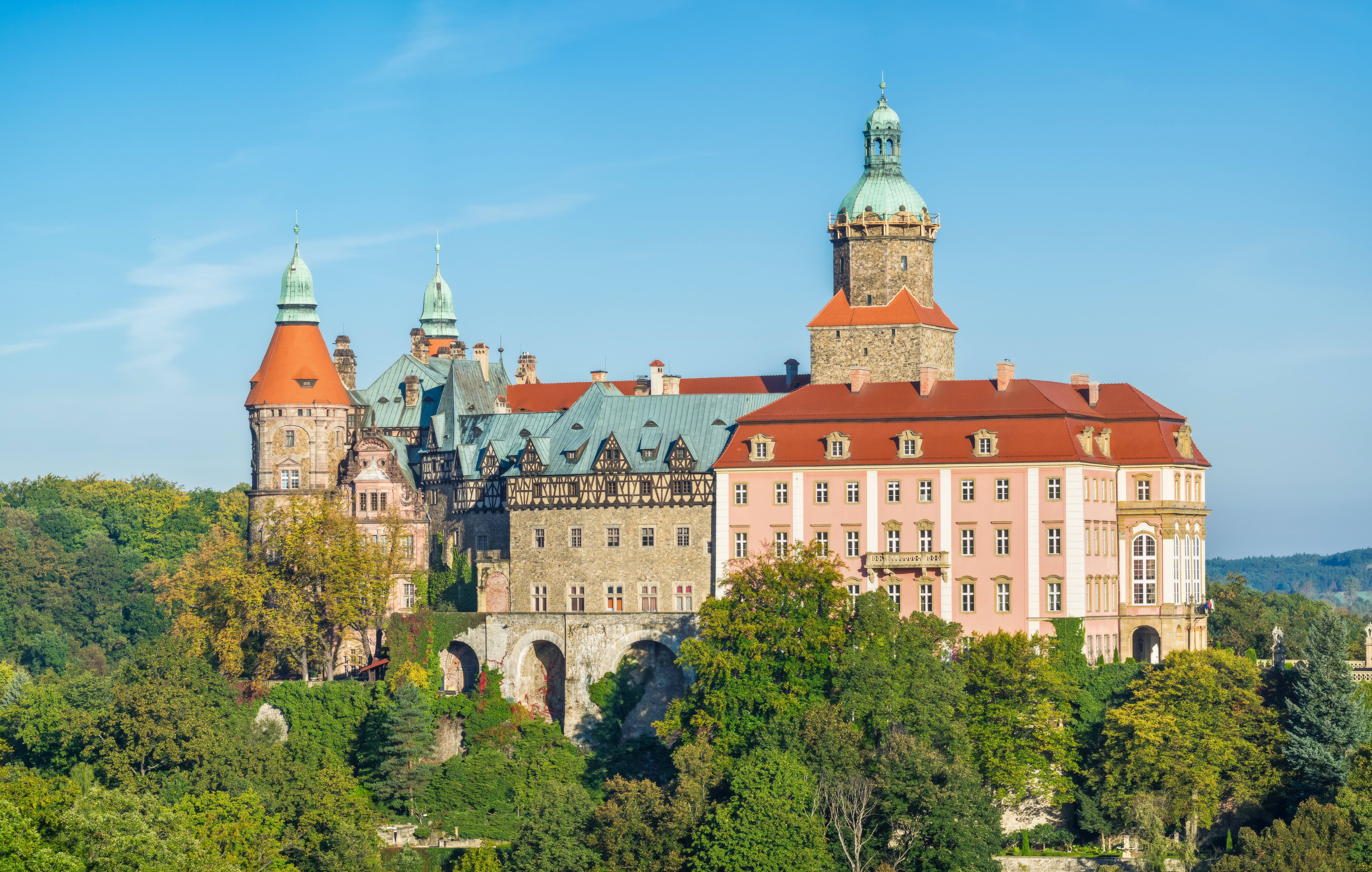
クションシュ城

### 語源
ポーランド語のWałbrzychは、市のドイツ語名ヴァルデンブルク（Waldenburg）がシレジア方言でWalbrichと呼ばれるので、その名前をポーランド語化したものである。ヴァルデンブルクとは『森の城』を意味する。

## 地理

### 地域

#### 行政区
| - Glinik Stary (1973) - Stary Zdrój (1905, 1919) - Konradów (1958) - Podgórze II/Dzietrzychów (1934) - Książ (1973) - Lubiechów (1973) - Glinik Nowy (1973) - Podzamcze - Kozice (1958) | - Nowe Miasto - Sobięcin/Węglewo (1951) - Szczawienko (1951) - Podgórze I (1931) - Rusinowa (1951) - Piaskowa Góra (1951) - Poniatów/(U)Stronie (1929, 1973) - Biały Kamień (1951) |

## 歴史

### 中世
ヴァウブジフの名が記録された最古の物は12世紀に遡る。
12世紀から14世紀にかけて、町はシフィドニツァ＝ヤヴォルから来たピャスト朝の公爵によって支配され、クションシュ城とノヴィ・ドヴル要塞が建設された。
ドイツの都市ヴァルデンブルクは15世紀に都市の特権を認められた。ピャスト家が断絶すると、のちにヴァルデンブルクはシレジアの貴族の財産となった。1941年まで城の所有者だったのは、ホーホベルク家である。
一帯で炭鉱が最初に言及されたのは1536年である。

### 近代
ヴァルデンブルクは東部ドイツの産業中心地に転じ、19世紀には石炭が豊富にあることから織物業が繁栄した。
1843年、市に初の鉄道が引かれてブレスラウと連結した。
20世紀初頭には現在も稼働しているガラス工芸と、巨大な陶器テーブルウェア産業が起こり、工場が建てられた。
1939年、市にはおよそ65,000人の人口があった。

### 現代
市は比較的第二次世界大戦の被害を受けなかった。住宅の再建と町の行政地区が近いことから、その結果ヴァウブジフは地理的に拡大した。
1990年代始め、新たな社会的・経済的状況となり、町の炭鉱の閉鎖が決まった。
1995年、産業工学博物館が開館した。
現在の主要産業は自動車工業で、トヨタの大規模な自動車用エンジン工場とその下請け企業が集積して栄えている。

## 対外関係

### 姉妹都市
- フラデツ・クラーロヴェー（チェコ）1991年
- フライベルク（ドイツ）1991年
- トゥーラ（ロシア）1991年
- ヤスタルニア（ポーランド）1997年
- フォッジャ（イタリア）1998年
- グジラ（マルタ）2000年
- ヴァンヌ（フランス）2001年
- ボリスラフ（ウクライナ）2009年

## 観光

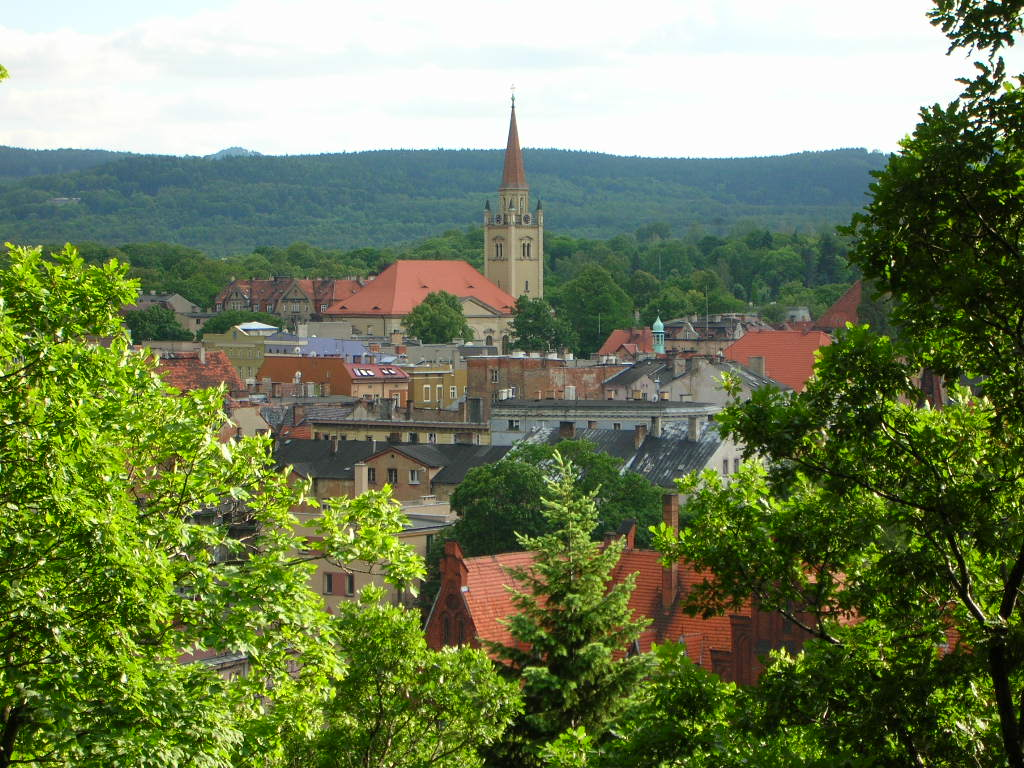
公園から市を眺める

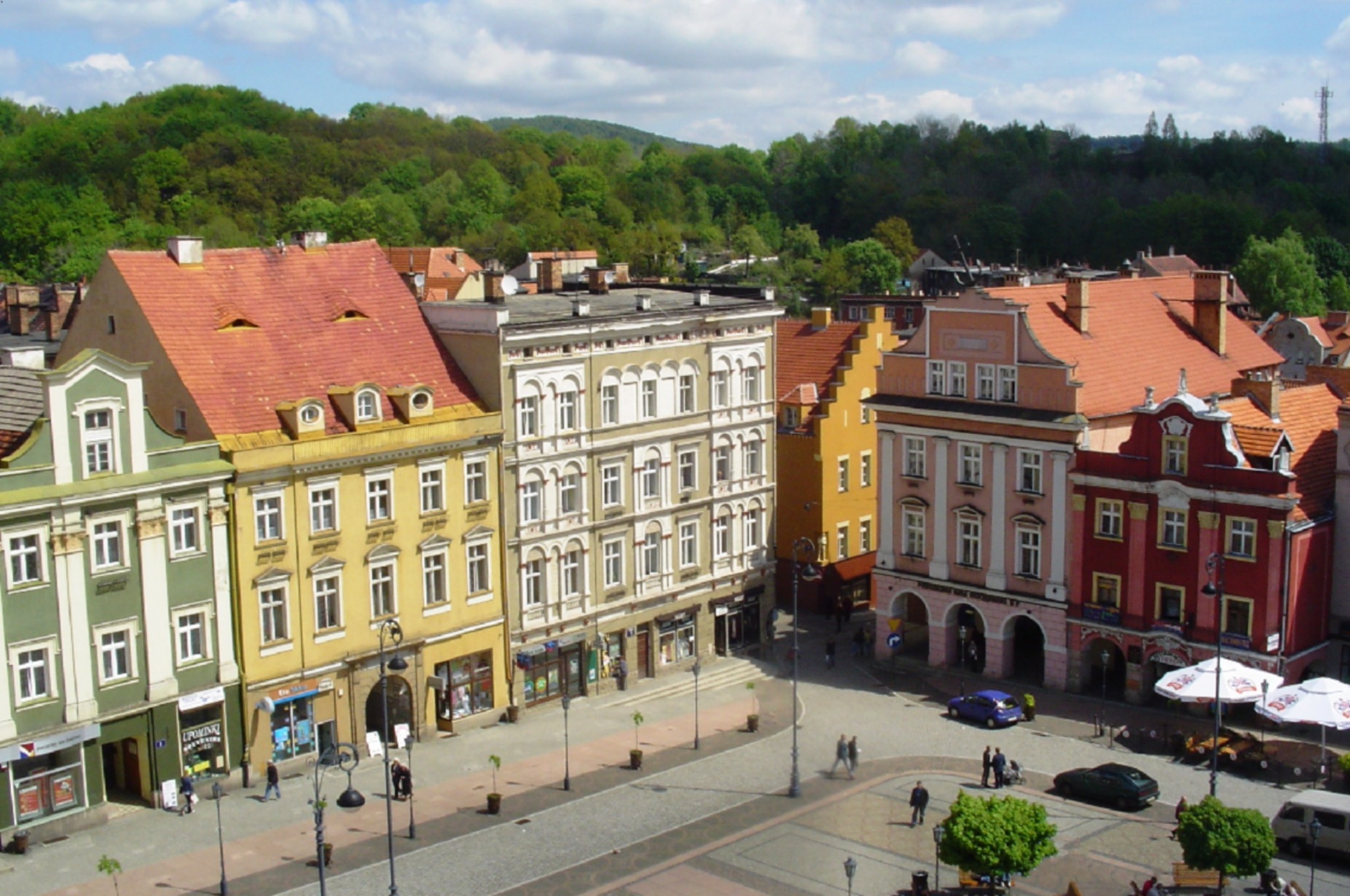
旧市街広場

### 名所・旧跡
- チェトリッツ城（1604年-1628年）
- アルベルティ城（1801年）-現在自治体博物館

### 観光スポット
- ヘウミェッツ山地

## 出身関連著名人
- クラウス・テプファー - 政治家
- アブラハム・ロビンソン - 数学者
- バルトシュ・クレク - バレーボール選手